# Tuấn Việt
Tuấn Việt là một xã thuộc huyện Kim Thành, tỉnh Hải Dương, Việt Nam.

## Địa lý
Xã Tuấn Việt nằm ở phía tây bắc huyện Kim Thành, có vị trí địa lý:
- Phía đông giáp xã Kim Xuyên
- Phía tây giáp xã Vũ Dũng
- Phía nam giáp huyện Thanh Hà
- Phía bắc giáp thị xã Kinh Môn.

Xã Tuấn Việt có diện tích 11,19 km², dân số năm 2018 là 11.738 người, mật độ dân số đạt 1.049 người/km².

## Hành chính
Xã Tuấn Việt gồm có 11 thôn, đó là: Phạm Xá 1, Phạm Xá 2, Xuân Mang, Tân Hưng, Vang Phan, Bùng Dựa, An Bình, Cam Đông, Cam Thượng, Phương Khê, Bồ Nông.

## Lịch sử
Xã Tuấn Việt trước đây vốn là hai xã Tuấn Hưng và Việt Hưng thuộc huyện Kim Thành.
Trước khi sáp nhập, xã Tuấn Hưng có diện tích 7,02 km², dân số là 8.317 người, mật độ dân số đạt 1.185 người/km². Xã Việt Hưng có diện tích 4,17 km², dân số là 3.421 người, mật độ dân số đạt 820 người/km².
Ngày 16 tháng 10 năm 2019, Ủy ban Thường vụ Quốc hội ban hành Nghị quyết số 788/NQ-UBTVQH14 về việc sắp xếp các đơn vị hành chính cấp huyện, cấp xã thuộc tỉnh Hải Dương (nghị quyết có hiệu lực từ ngày 1 tháng 12 năm 2019). Theo đó, sáp nhập toàn bộ diện tích và dân số của hai xã Tuấn Hưng và Việt Hưng thành xã Tuấn Việt.